# Avenida General Correia Barreto (Lisboa)
A Avenida General Correia Barreto é uma avenida urbana da cidade portuguesa de Lisboa, situada nas freguesias de Benfica, de São Domingos de Benfica e de Campolide. A Avenida constitui um elemento fundamental da rede ciclável de Lisboa. Antigamente era denominada de forma informal como radial de Benfica. 

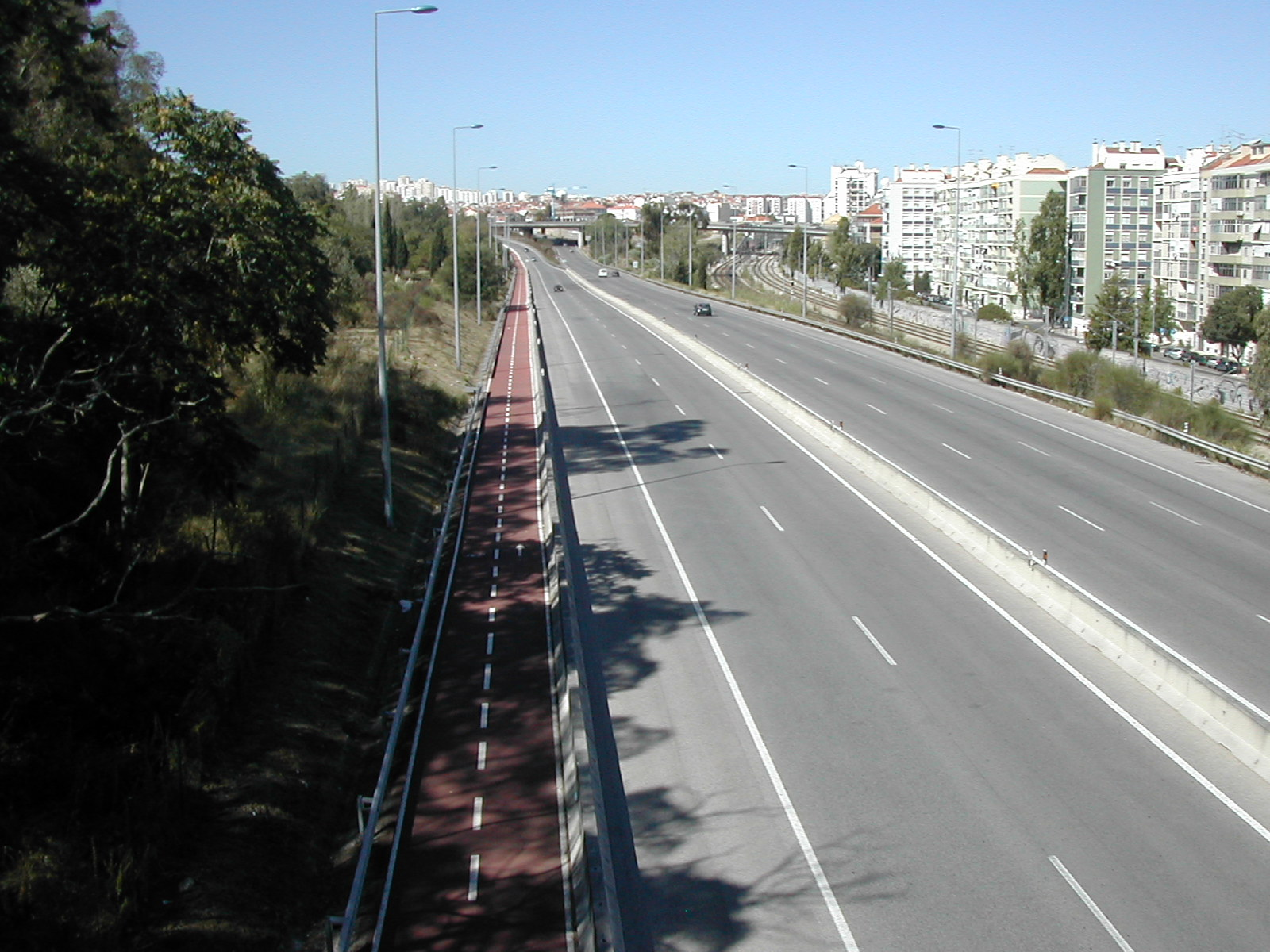
Vista da Avenida General Correia Barreto à sua passagem por São Domingos de Benfica.

## Características
A Avenida General Correia Barreto constitui um arruamento urbano que começa o seu traçado no início da Avenida Eusébio da Silva Ferreira, próximo do nó onde confluem a via de circunvalação A36/IC17 e a via A37/IC19, e termina na rotunda do bairro da Serafina onde interseta com a via IP7 (Eixo Norte-Sul). A Avenida apresenta uma extensão de 4 quilómetros e percorre uma das encostas da Serra de Monsanto, sendo paralela à Linha de Sintra.
A construção da Avenida General Correia Barreto iniciou-se no final de 1998, com os trabalhos de construção a ficarem a cargo de um consórcio construtor liderado pela SOPOL, S.A., tendo ficado transitável à circulação de veículos automóveis em setembro de 2001.
Posteriormente, foi incluída uma ciclovia bidirecional que estabelece uma ligação estruturante entre a Rotunda de Pina Manique e a rotunda do bairro da Serafina.

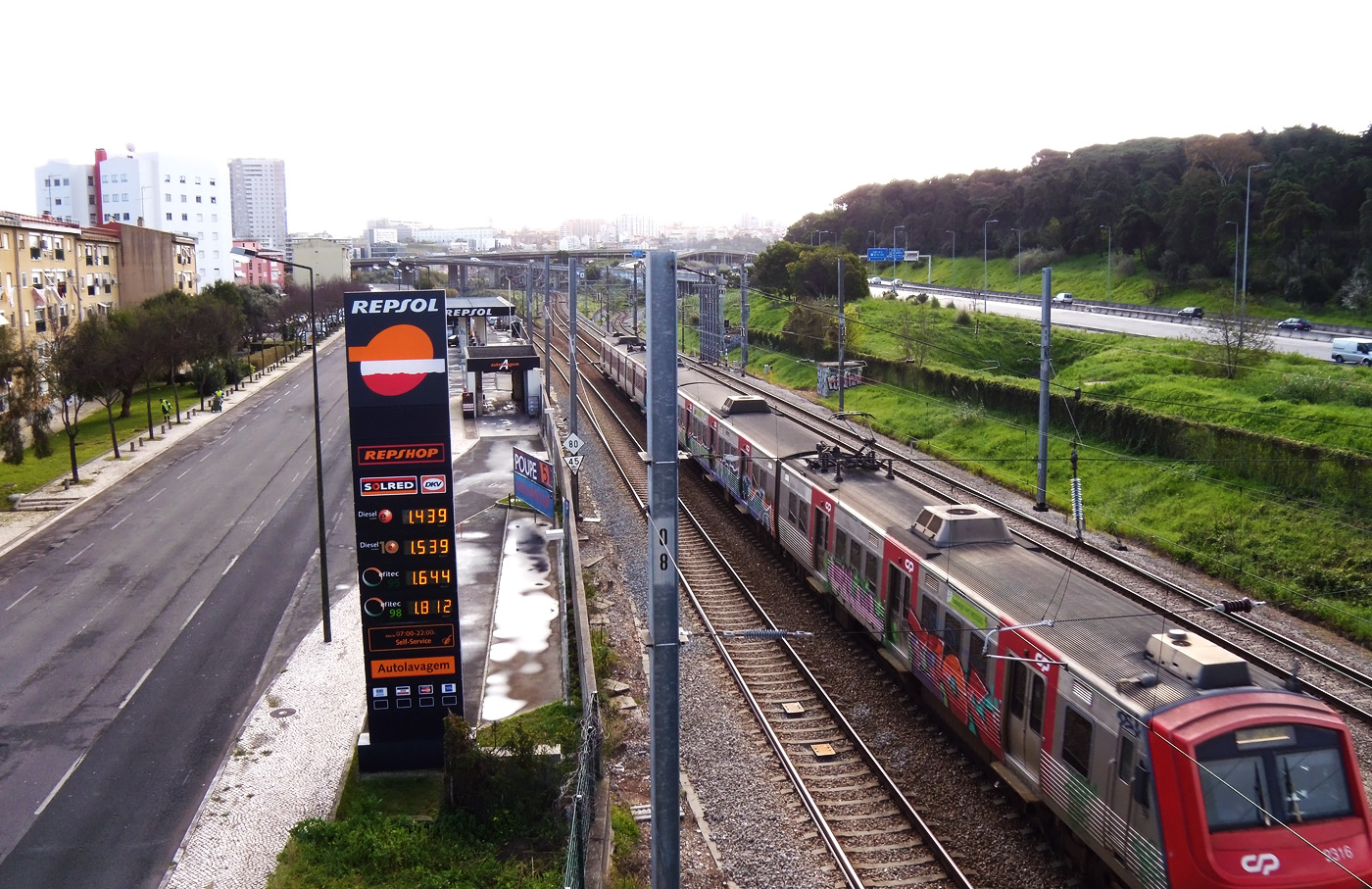
Vista da envolvente da Avenida General Correia Barreto com a Rua Francisco Gentil Martins e a Linha de Sintra em primeiro plano.

No traçado da Avenida encontram-se incluídas duas passagens superiores pedonais, uma passagem superior ciclo-pedonal, duas passagens agrícolas, uma passagem inferior e ainda um viaduto, nas imediações do bairro da Serafina, em Campolide. Em Outubro de 2001 realizou se os campeonatos do mundo de ciclismo neste local com a Meta instalada no centro da avenida o circuito que passava pela floresta de monsanto 2001 UCI Road World Championships